# Neutzenbrunn
Neutzenbrunn ist ein Gemeindeteil der Stadt Gemünden am Main im unterfränkischen Landkreis Main-Spessart in Bayern.

## Geographie
Das Dorf liegt auf 305 m ü. NHN am oberen Ende eines Seitentals der Fränkischen Saale. Südlich des Ortes liegt das Dorf Aschenroth, nördlich befindet sich die zur Gemeinde Gräfendorf gehörende Ortschaft Michelau an der Saale.

## Name
Das Grundwort im Namen geht auf eine im Ort gelegene Wasserquelle zurück. Das Bestimmungswort ist wohl auf einen Eigennamen zurückzuführen.